# Yuya Osako
Yuya Osako (大迫 勇也, Osako Yuya), né le 18 mai 1990 à Kaseda au Japon, est un footballeur international japonais. Il est attaquant au Vissel Kobe.

## Biographie
Yuya Osako commence à jouer au football lorsqu'il a trois ans dans les différents clubs amateurs de la ville de Minamisatsuma. Avant qu'il ne rentre à l'école secondaire, il fait le choix d'essayer de devenir professionnel.

### Kashima Antlers (2009-2014)

#### TSV1860 Munich (2014)
Le 6 janvier 2014, il est acheté pour la somme de 500 000 euros pour un contrat de trois ans et demi. Il fait tout de suite sensation en marquant 4 buts en 6 matchs, mais ne marque pas ensuite pendant cinq matches, avant de finalement marquer deux autres buts. Il aura joué 15 matchs.

#### FC Cologne (2014-2018)
Le 5 juin 2014, il est acheté par le club de Cologne où il signe un contrat de trois ans. Le 31 juillet, il marque et fait une passe décisive pour son premier match officiel en tour de qualification préliminaire de la Ligue Europa, face au club de Trabzonspor.

#### Werder Brême (2018-2021)
En mai 2018 est annoncé le transfert d'Osako au Werder Brême,.
Il marque son premier but en Bundesliga le 1er septembre 2018 face à l'Eintracht Francfort. Il ouvre le score et participe à la victoire de son équipe par deux buts à un.

#### Vissel Kobe (depuis 2021)
Le 8 août 2021, Osako signe un contrat de un an et demi au Vissel Kobe. 
Pour son premier match le 25 août, il est titularisé en pointe de l'attaque contre Oita Trinita pour le compte de la 28e journée de J1 League (victoire 1-3).
Lors de la saison 2023, il participe pleinement au premier sacre du Vissel Kobe en J-League en finissant co-meilleur buteur du championnat avec 22 buts inscrits.

### Carrière en sélection
Sélectionné pour la Coupe du monde 2018, Yuya Osako est élu homme du match lors de la confrontation avec la Colombie, notamment pour y avoir marqué le but de la victoire.
Le 28 mai 2021, Osako réalise l'une des meilleures performances de sa carrière contre la Birmanie en éliminatoires de la Coupe du monde 2022. Il réussit un quintuplé et délivre une passe décisive lors d'un large succès 10-0,.

## Palmarès

### En club
Kashima Antlers
- Championnat du Japon
  - Champion en 2009
- Coupe du Japon
  - Vainqueur en 2010
- Coupe de la Ligue japonaise
  - Vainqueur en 2011 et 2012
- Supercoupe du Japon
  - Vainqueur en 2009 et 2010

### En sélection
Japon
- Vainqueur de la Coupe d'Asie de l'Est en 2013